# Stephen Barclay
Stephen Barclay (ur. 3 maja 1972 w Lytham St Anne’s) – brytyjski polityk, członek Partii Konserwatywnej. W latach 2018–2020 minister ds. wystąpienia Wielkiej Brytanii z Unii Europejskiej, następnie w latach 2020–2022 naczelny sekretarz skarbu. Minister zdrowia w 2022  (w drugim gabinecie Borisa Johnsona) i od 2022 do 2023 (w gabinecie Rishiego Sunaka). W latach 2023–2024 minister środowiska, żywności i spraw wsi. Poseł do Izby Gmin od 2010.

## Życiorys

### Wykształcenie i praca zawodowa[1]
Uczęszczał do szkoły Lancashire, następnie wstąpił do Armii Brytyjskiej. Uczęszczał do centrum szkolenia oficerów Royal Military Academy Sandhurst. Studiował w Peterhouse następnie na The University of Law w Chester. W 1998 roku uzyskał uprawnienia radcy prawnego. Po uzyskaniu uprawnień rozpoczął pracę w firmie ubezpieczeniowej Axa Insurance, jako organ nadzoru dla Financial Services Authority, a także jako dyrektor ds. Regulacyjnych, a następnie jako szef ds. Przeciwdziałania praniu pieniędzy i sankcjom w Barclays Retail Bank.

### Działalność polityczna

#### Wczesna działalność
W 1994 roku wstąpił do Partii Konserwatywnej. Dwukrotnie, w 1997 i 2001, bez powodzenia kandydował do Izby Gmin. 

#### Izba Gmin
W wyborach parlamentarnych w 2010 roku kandydował do Izby Gmin, uzyskał mandat parlamentarny z okręgu wyborczego North East Cambridgeshire. Ponownie wybierano go z tego okręgu w wyborach w 2015, 2017, 2019 i 2024. Został członkiem Komisji Rachunków Publicznych, badającej wydatki rządowe.

#### Rząd
14 czerwca 2017 został powołany na stanowisko sekretarza ekonomicznego w Ministerstwie Skarbu. Pełnił ten urząd 9 stycznia 2018 roku, tego samego dnia został powołany na stanowisko wiceministra w Ministerstwie Zdrowia. 16 listopada 2018 przestał pełnić te funkcje. 16 listopada 2018 po rezygnacji Dominica Raaba, Barclay został powołany na stanowisko Ministra ds. wystąpienia Wielkiej Brytanii z Unii Europejskiej. Utrzymał ten urząd w gabinecie Borisa Johansona. 31 stycznia 2020, po wyjściu Wielkiej Brytanii z UE, Stephen Barclay przestał pełnić funkcje Ministra ds. wystąpienia Wielkiej Brytanii z  Unii Europejskiej. 13 lutego 2020 został powołany na stanowisko naczelnego sekretarza skarbu. Od 7 lipca do 6 września 2022 i następnie od 25 października 2022 pełnił funkcję ministra zdrowia i opieki społecznej. 13 listopada 2023 został odwołany z tego stanowiska i objął urząd ministra środowiska, żywności i spraw wsi – który sprawował do czasu dymisji Rishiego Sunaka, po wyborach parlamentarnych w 2024.

#### Opozycja
W lipcu 2024, wszedł w skład gabinetu cieni Rishiego Sunaka, utrzymując w nim swoją dotychczasową funkcję – ministra środowiska, żywności i spraw wsi. W listopadzie 2024 nie wszedł w skład gabinetu cieni utworzonego przez Kemi Badenoch, po jej wyborze na stanowisko liderki Partii Konserwatywnej.

## Życie prywatne
Stephen Barclay i jego żona Karen mają syna i dwie córki.

## Źródła
- The Rt Hon Steve Barclay MP
- Steve Barclay. Member of Parliament for North East Cambridgeshire